# Coupe d'Europe de softball féminin
La Coupe d'Europe de softball féminin (en anglais : Women's European Premiere Cup) est une compétition annuelle de softball féminin organisée par la Fédération européenne de softball (ESF) et regroupant les meilleurs clubs du continent européen.

## Palmarès

### Palmarès par édition
| Édition               | Lieu                 | Vainqueur               | Finaliste                |
| Europa Cup I          | Europa Cup I         | Europa Cup I            | Europa Cup I             |
| --------------------- | -------------------- | ----------------------- | ------------------------ |
| 1978                  | Haarlem              | Terrasvogels            | Nelissen DSS             |
| 1979                  | Haarlem              | HHC Haarlem             | Terrasvogels             |
| 1980                  | Brasschaat           | Terrasvogels            | Sparks Haarlem           |
| 1981                  | Finale Ligure        | Terrasvogels            | Kerodex                  |
| 1982                  | Finale Ligure        | BVC Bloemendaal         | Terrasvogels             |
| 1983                  | Santpoort-Zuid       | Terrasvogels            | Lazio Roma               |
| 1984                  | Nuenen               | Terrasvogels            | DSS                      |
| 1985                  | Rome                 | Terrasvogels            | San Saba                 |
| 1986                  | Oosterhout           | Terrasvogels            | HCAW                     |
| 1987                  | Rome                 | BVC Bloemendaal         | Van Wooning Terrasvogels |
| 1988                  | Anvers               | HCAW                    | BVC Bloemendaal          |
| 1989                  | Parme                | Staller Terrasvogels    | Parma Crocetta           |
| 1990                  | Santpoort-Zuid       | HCAW                    | Staller Terrasvogels     |
| 1991                  | Rome                 | Lazio Roma              | Staller Terrasvogels     |
| 1992                  | Prague               | HCAW                    | Bollate                  |
| 1993                  | Nice                 | HCAW                    | Gambro Twins             |
| 1994                  | Bussum               | HCAW                    | Bussolengo               |
| 1995                  | Anvers               | HCAW                    | Bussolengo               |
| 1996                  | Bussolengo           | A4 Terrasvogels         | HCAW                     |
| 1997                  | Haarlem              | Fiorini Forlì           | A4 Terrasvogels          |
| 1998                  | Forlì                | HCAW                    | Fiorini Forlì            |
| 1999                  | Bussum               | Macerata                | A4 Terrasvogels          |
| 2000                  | Macerata             | Macerata                | Rivas Vaciamadrid        |
| 2001                  | Santpoort-Zuid       | Macerata                | Fiorini Forlì            |
| 2002                  | Macerata             | Fiorini Forlì           | Sparks Haarlem           |
| 2003                  | Forlì                | Sparks Haarlem          | Carrousel Bosco Sports   |
| 2004                  | Viladecans           | NY Pizza Sparks Haarlem | Sanotinit Bollate        |
| 2005                  | Macerata             | Fabi Macerata           | NY Pizza Sparks Haarlem  |
| 2006                  | Bollate              | Fabi Macerata           | Sparks Haarlem           |
| 2007                  | Haarlem              | Fiorini Forlì           | Mosca Macerata           |
| 2008                  | Prague               | AMGA Legnano            | Dornbirn Sharx           |
| 2009                  | Legnano              | Dornbirn Sharx          | Carrousel Bosco Sports   |
| 2010                  | Haarlem              | Tex Town Tigers         | DES Caserta              |
| 2011                  | Caserta              | Tex Town Tigers         | Sparks Haarlem           |
| 2012                  | Enschede             | Sparks Haarlem          | DES Caserta              |
| 2013                  | Prague               | Eagles Praag            | Sparks Haarlem           |
| European Premiere Cup |                      |                         |                          |
| 2014                  | Montegranaro         | La Loggia               | Joudrs Praag             |
| 2015                  | Prague               | Bussolengo              | La Loggia                |
| 2016                  | Ronchi dei Legionari | Sparks Haarlem          | Joudrs Praag             |
| 2017                  | Haarlem              | Bussolengo              | Terrasvogels             |